# Hendrik Jan Verschuir
Hendrik Jan Verschuir (Sleen, gedoopt 19 september 1745 - circa 1805) was schulte van de Drentse plaatsen Sleen en Zweeloo.

## Leven en werk
Verschuir, lid van de familie Verschuir, was een zoon uit het derde huwelijk van de predikant Henricus Verschuir met Rolijna Huisingh. In 1772 werd hij schulte van Sleen en Zweeloo. Hij bewoonde met zijn gezin in Sleen het schultehuis, het zogenaamde Verschuirhuis. Verschuir was een patriottisch gezinde bestuurder. Na de inval van de Pruisen onder leiding van Frederik Willem II kwam hij in grote moeilijkheden. Hij zou de erfstadhouder Willem V hebben belasterd. Hij werd in 1787 geschorst als schulte en vervolgens uit zijn ambt ontzet. Door schuld te bekennen wist hij een zwaardere straf te voorkomen. De patriot Carel de Vos van Steenwijk kenschetste hem als een patriot met weinig bekwaamheden. Tot 1793 bleef hij met zijn gezin in het schultehuis van Sleen woonachtig. In 1793 verkocht hij het herenhuis aan de toenmalige schulte van Sleen, Hendrik Jan Camerlingh. Hij vestigde zich als advocaat te Groningen, waar hij aan de oostzijde van de Herestraat een woning had gekocht.
Verschuir trouwde op op 14 juni 1783 te Groningen met Gepke Durleu, dochter van de overste Barthold Durleu en Johanna de Cock. Hun zoon Hendrik Verschuir was van 1811 tot 1812 maire van de Drentse gemeente Borger.
Verschuir was een halfbroer van Johannes Hendrik Verschuir, hoogleraar te Franeker, en een kleinzoon van Johan Verschuir, wiskundige en piëtistisch predikant te Loppersum